# Rosa Ecker

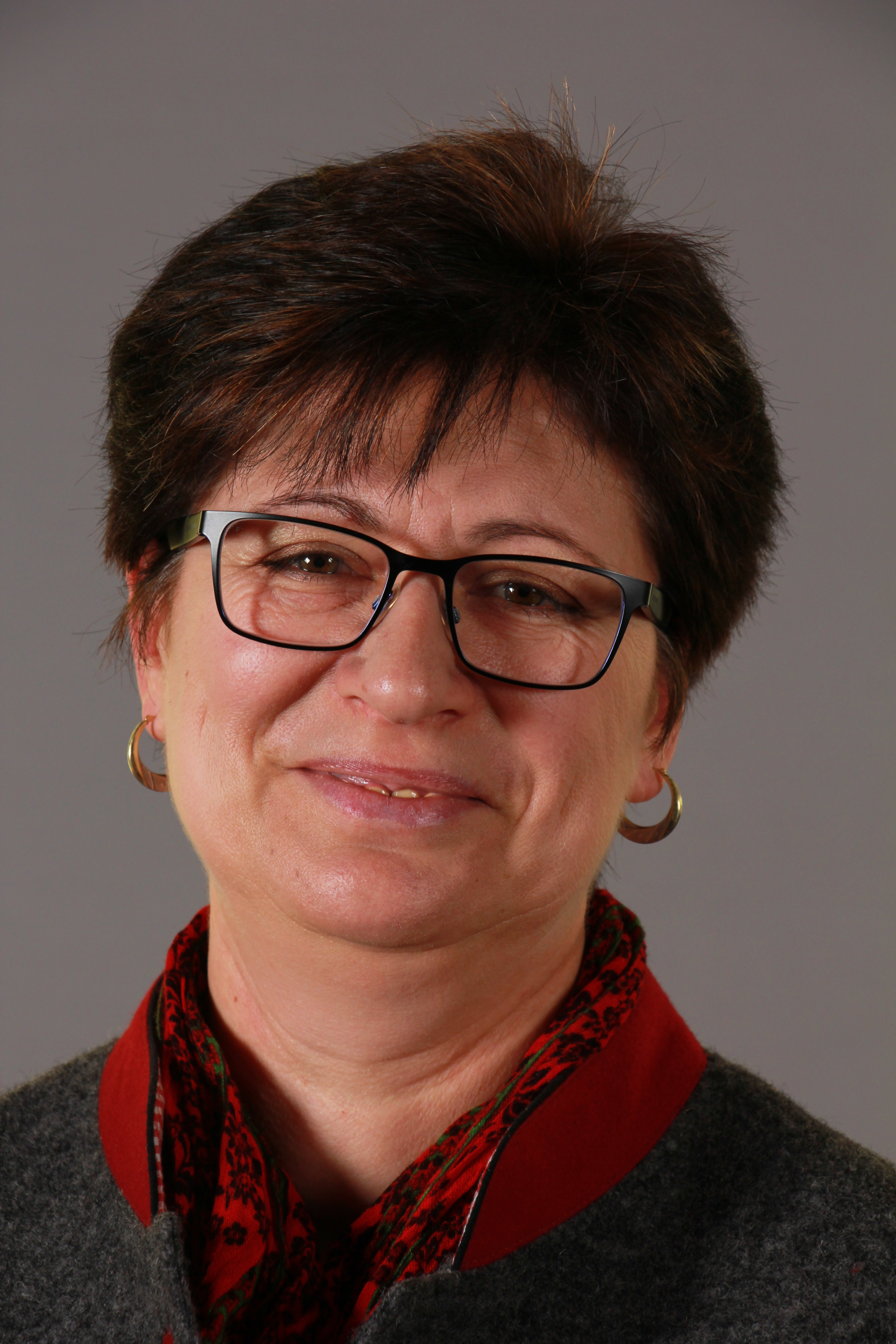
Rosa Ecker (2017)

Rosa Ecker (* 10. April 1969 in Mitterkirchen im Machland) ist eine österreichische Politikerin (FPÖ). Ecker war von Oktober 2015 bis Oktober 2019 aus dem Bundesland Oberösterreich entsandtes Mitglied des österreichischen Bundesrats, seit dem 23. Oktober 2019 ist sie Abgeordnete zum Nationalrat.

## Ausbildung und Beruf
Rosa Ecker wuchs in der oberösterreichischen Marktgemeinde Saxen auf, wo sie von 1975 bis 1979 die Volks- und von 1979 bis 1983 die Hauptschule besuchte. Anschließend daran absolvierte sie die Handelsakademie in Perg. Ab 1989 war sie in der Folge als Sekretärin bei der Firma Altzinger beschäftigt. 1991 wechselte sie als Sachbearbeiter in ein anderes Unternehmen und war dort für den Bereich Fakturierung und Export zuständig. Seit dem Jahr 2006 ist Rosa Ecker schließlich festangestellte Pflegemutter beim Verein für Pflege- und Adoptiveltern. Im Juni 2018 schloss sie das berufsbegleitende Masterstudium Management und Leadership für Frauen an der JKU Linz erfolgreich mit dem akademischen Titel Master of Business Administration (MBA) ab.

## Politischer Werdegang
Die früheste politische Betätigung Eckers auf kommunaler Ebene geht auf das Jahr 1997 zurück, als sie erstmals für die Freiheitliche Partei zum Ersatzmitglied des Gemeinderats in Saxen gewählt wurde. 2003 folgte die Wahl zum ordentlichen Mitglied des Gemeinderats. Ab 2009 bis 2013 war sie anschließend Mitglied des Gemeindevorstands der Marktgemeinde Saxen und ist dies erneut nach der Gemeinderatswahl 2015.
Parteipolitisch ist Rosa Ecker seit 2012 Landesobfrau der initiative Freiheitlicher Frauen in Oberösterreich. Nach der Landtagswahl in Oberösterreich 2015, bei der die FPÖ starke Zugewinne verzeichnen konnte, wurde Rosa Ecker vom neu gewählten Oberösterreichischen Landtag in den österreichischen Bundesrat nach Wien entsandt. Bei der Nationalratswahl 2019 kandidierte Rosa Ecker als Spitzenkandidatin für die FPÖ im Regionalwahlkreis Mühlviertel und wurde in den Nationalrat gewählt. Sie wurde am 23. Oktober 2019 als Abgeordnete zum Nationalrat angelobt. Ihr Mandat im Bundesrat übernahm Thomas Dim.